# Grande Prêmio Brasil Caixa 2022
Das Grande Prêmio Brasil Caixa 2022 war eine Leichtathletik-Veranstaltung, die am 1. Mai 2022 im COTP Stadium in São Paulo stattfand. Die Veranstaltung war Teil der World Athletics Continental Tour und zählte zu den Bronze-Meetings.

## Resultate

### Männer

#### 100 m
| Platz | Athlet                   | Land | Zeit (s) |
| ----- | ------------------------ | ---- | -------- |
| 1     | Erik Cardoso             | BRA  | 10,12    |
| 2     | Felipe Bardi dos Santos  | BRA  | 10,13    |
| 3     | Rodrigo do Nascimento    | BRA  | 10,23    |
| 4     | Lucas Rodrigues da Silva | BRA  | 10,28    |
| 5     | Vinicius Moraes          | BRA  | 10,43    |
| 6     | Derick Silva             | BRA  | 10,43    |
| 7     | Abdel Kalil              | VEN  | 10,45    |
| 8     | Jonathan Bianco          | BRA  | 12,54    |

Wind: −1,8 m/s

#### 200 m
| Platz | Athlet                   | Land | Zeit (s) |
| ----- | ------------------------ | ---- | -------- |
| 1     | Lucas Rodrigues da Silva | BRA  | 20,41    |
| 2     | Lucas Vilar              | BRA  | 20,68    |
| 3     | Rodrigo do Nascimento    | BRA  | 20,83    |
| 4     | Rafael Pereira           | BRA  | 21,02    |
|       | Lucas Carvalho           | BRA  | DSQ      |

Wind: +0,2 m/s

#### 800 m
| Platz | Athlet            | Land | Zeit (min) |
| ----- | ----------------- | ---- | ---------- |
| 1     | Guilherme Kurtz   | BRA  | 1:46,61    |
| 2     | Guilherme Orenhas | BRA  | 1:47,58    |
| 3     | Leandro Alves     | BRA  | 1:48,81    |
| 4     | Miguel Angel Mesa | COL  | 1:49,10    |
| 5     | Leonardo de Jesus | BRA  | 1:49,58    |
| 6     | Rafael Muñoz      | CHI  | 1:50,90    |

#### 110 m Hürden
| Platz | Athlet              | Land | Zeit (s) |
| ----- | ------------------- | ---- | -------- |
| 1     | Gabriel Constantino | BRA  | 13,32    |
| 2     | Eduardo de Deus     | BRA  | 13,35    |
| 3     | Wellington Zaza     | LBR  | 13,36    |
| 4     | Rafael Pereira      | BRA  | 13,39    |
| 5     | Jhon Paredes        | COL  | 13,96    |
| 6     | Yohan Chaverra      | COL  | 14,03    |
| 7     | Matheus Rocha       | BRA  | 14,17    |

Wind: +0,1 m/s

#### Hochsprung
| Platz | Athletin          | Land | Höhe (m) |
| ----- | ----------------- | ---- | -------- |
| 1     | Fernando Ferreira | BRA  | 2,21     |
| 2     | Thiago Moura      | BRA  | 2,18     |
| 3     | Carlos Layoy      | ARG  | 2,15     |
| 4     | Talles Silva      | BRA  | 2,15     |
| 5     | Elton Petronilho  | BRA  | 2,10     |
| 6     | Nicolás Numair    | CHI  | 2,10     |
| 7     | Pedro García      | CHI  | 2,10     |

#### Weitsprung
| Platz | Athletin         | Land | Weite (m) |
| ----- | ---------------- | ---- | --------- |
| 1     | Emiliano Lasa    | URU  | 8,28      |
| 2     | Arnovis Dalmero  | COL  | 8,07 w    |
| 3     | Gabriel Boza     | BRA  | 7,90      |
| 4     | Jhon Berrío      | COL  | 7,89      |
| 5     | Shawn-D Thompson | JAM  | 7,85      |
| 6     | Alexsandro Melo  | BRA  | 7,83      |
| 7     | Ulisses Costa    | BRA  | 7,81      |
|       | Lucas dos Santos | BRA  | NM        |

#### Dreisprung
| Platz | Athletin                 | Land | Weite (m) |
| ----- | ------------------------ | ---- | --------- |
| 1     | Almir dos Santos         | BRA  | 17,04     |
| 2     | Geiner Moreno            | COL  | 16,49     |
| 3     | Leodán Torrealba         | VEN  | 16,30     |
| 4     | Mateus de Sá             | BRA  | 16,14     |
| 5     | Gabriel Sousa dos Santos | BRA  | 16,02     |
| 6     | Kauam Bento              | BRA  | 15,70     |
| 7     | João da Conceicão        | BRA  | 15,58     |
| 8     | Jean Rosa                | BRA  | 14,87     |

#### Kugelstoßen
| Platz | Athlet                | Land | Weite (m) |
| ----- | --------------------- | ---- | --------- |
| 1     | Darlan Romani         | BRA  | 21,38     |
| 2     | Chukwuebuka Enekwechi | NGR  | 20,90     |
| 3     | Willian Dourado       | BRA  | 20,52     |
| 4     | Welington Morais      | BRA  | 20,38     |
| 5     | Ignacio Carballo      | ARG  | 19,66     |
| 6     | Roman Kokoschko       | UKR  | 19,10     |
| 7     | Ogundeji Dulton       | NGR  | 19,03     |
| 8     | William Braido        | BRA  | 18,26     |

#### Speerwurf
| Platz | Athlet             | Land | Weite (m) |
| ----- | ------------------ | ---- | --------- |
| 1     | Arley Ibargüen     | COL  | 79,59     |
| 2     | Luíz da Silva      | BRA  | 78,53     |
| 3     | Billi Julio        | COL  | 76,99     |
| 4     | Pedro Rodrigues    | BRA  | 74,71     |
| 5     | Guilherme Soares   | BRA  | 68,85     |
| 6     | Antonio Ortíz      | PAR  | 68,40     |
| 7     | Francisco Muse     | CHI  | 67,98     |
| 8     | Clewerton Siqueira | BRA  | 63,96     |

### Frauen

#### 200 m
| Platz | Athlet                | Land | Zeit (s) |
| ----- | --------------------- | ---- | -------- |
| 1     | Vitória Cristina Rosa | BRA  | 22,68    |
| 2     | Anahí Suárez          | ECU  | 23,14    |
| 3     | Lorraine Martins      | BRA  | 23,26    |
| 4     | Ana Azevedo           | BRA  | 23,40    |
| 5     | Shary Vallecilla      | COL  | 23,43    |
| 6     | Letícia Lima          | BRA  | 23,65    |
| 7     | Gabriela Mourão       | BRA  | 23,86    |

Wind: +0,7 m/s

#### 400 m
| Platz | Athlet                  | Land | Zeit (s) |
| ----- | ----------------------- | ---- | -------- |
| 1     | Tiffany James           | JAM  | 51,55    |
| 2     | Aliyah Abrams           | GUY  | 51,73    |
| 3     | Maria de Sena           | BRA  | 53,40    |
| 4     | Rita de Cássia Ferreira | BRA  | 54,43    |

#### 800 m
| Platz | Athletin                | Land | Zeit (min) |
| ----- | ----------------------- | ---- | ---------- |
| 1     | Déborah Rodríguez       | URU  | 2:03,96    |
| 2     | Jaqueline Weber         | BRA  | 2:04,70    |
| 3     | Mayara dos Santos       | BRA  | 2:05,90    |
| 4     | Rita de Cássia Ferreira | BRA  | 2:06,46    |
| 5     | Berdine Castillo        | CHI  | 2:06,51    |
| 6     | Flávia de Lima          | BRA  | 2:07,33    |
| 7     | Uhuru Rocha             | BRA  | 2:10,36    |

#### 100 m Hürden
| Platz | Athletin           | Land | Zeit (s) |
| ----- | ------------------ | ---- | -------- |
| 1     | Jade Barber        | USA  | 12,78    |
| 2     | Ketiley Batista    | BRA  | 13,34    |
| 3     | Martha Araújo      | COL  | 13,50    |
| 4     | Camila de Paiva    | BRA  | 13,50    |
| 5     | Adelly Brito       | BRA  | 13,74    |
| 6     | Lui Lai Yiu        | HKG  | 13,86    |
| 7     | Ana Camila Pirelli | PAR  | 13,87    |
| 8     | Caroline Tomaz     | BRA  | 14,05    |

Wind: +0,5 m/s

#### 400 m Hürden
| Platz                   | Athlet            | Land | Zeit (s) |
| ----------------------- | ----------------- | ---- | -------- |
| 1                       | Melissa González  | COL  | 56,11    |
| 2                       | Valeria Cabezas   | COL  | 56,31    |
| 3                       | Liliane Parrela   | BRA  | 56,99    |
| 4                       | Chayenne da Silva | BRA  | 57,03    |
| 5                       | Jessica Moreira   | BRA  | 57,33    |
| 6                       | Marlene Santos    | BRA  | 61,23    |
|                         | Alessandra Silva  | BRA  | DNF      |
| Rita de Cássia Ferreira | BRA               | DNF  |          |

#### 3000 m Hindernis
| Platz | Athlet           | Land | Zeit (min) |
| ----- | ---------------- | ---- | ---------- |
| 1     | Tatiane da Silva | BRA  | 09:58,11   |
| 2     | Simone Ferraz    | BRA  | 10:06,10   |
| 3     | Mirelle da Silva | BRA  | 10:12,05   |
| 4     | Stefany López    | COL  | 10:38,52   |
| 5     | Verónica Huacasi | PER  | 10:47,31   |
| 6     | Clara Baiocchi   | ARG  | 10:40,76   |
| 7     | Aylana Cezae     | BRA  | 10:50,71   |
| 8     | Gabriela Tardivo | BRA  | 11:01,71   |

#### Weitsprung
| Platz | Athletin         | Land | Weite (m) |
| ----- | ---------------- | ---- | --------- |
| 1     | Yuliana Angulo   | ECU  | 6,67 =NR  |
| 2     | Thea LaFond      | DMA  | 6,64 NR   |
| 3     | Eliane Martins   | BRA  | 6,61      |
| 4     | Lissandra Campos | BRA  | 6,45      |
| 5     | Jasmine Tood     | USA  | 6,26      |
| 6     | Rocío Muñoz      | CHI  | 6,24      |
| 7     | Natalia Liñares  | COL  | 6,19      |
| 8     | Thaina Fernandes | BRA  | 6,04      |
| 9     | Némata Nikiema   | BFA  | 6,04      |
| 10    | Jessica Oliveira | BRA  | 5,88      |

#### Dreisprung
| Platz | Athletin            | Land | Weite (m) |
| ----- | ------------------- | ---- | --------- |
| 1     | Ana José Tima       | DOM  | 14,08     |
| 2     | Thea LaFond         | DMA  | 13,83     |
| 3     | Liuba Zaldívar      | ECU  | 13,58     |
| 4     | Ketllyn Zanette     | BRA  | 13,13     |
| 5     | Milena Lopes        | BRA  | 12,93     |
| 6     | Kathelyn Norberto   | BRA  | 12,81     |
| 7     | Mariana Muller      | BRA  | 12,55     |
|       | Gabriele dos Santos | BRA  | NM        |

#### Kugelstoßen
| Platz | Athletin         | Land | Weite (m) |
| ----- | ---------------- | ---- | --------- |
| 1     | Khayla Dawson    | USA  | 17,94     |
| 2     | Jessica Woodward | USA  | 17,94     |
| 3     | Rachel Fatherly  | USA  | 17,65     |
| 4     | Felisha Johnsson | USA  | 17,37     |
| 5     | Lívia Avancini   | BRA  | 17,02     |
| 6     | Eliana Bandeira  | POR  | 16,68     |

#### Diskuswurf
| Platz | Athletin           | Land | Weite (m) |
| ----- | ------------------ | ---- | --------- |
| 1     | Izabela da Silva   | BRA  | 61,09     |
| 2     | Andressa de Morais | BRA  | 59,89     |
| 3     | Fernanda Martins   | BRA  | 58,08     |
| 4     | Karen Gallardo     | CHI  | 57,36     |
| 5     | Laulaga Tausaga    | USA  | 57,15     |
| 6     | Samantha Hall      | JAM  | 57,04     |
| 7     | Lidiane Cansian    | BRA  | 53,94     |
| 8     | Catalina Bravo     | CHI  | 52,77     |

#### Hammerwurf
| Platz | Athletin          | Land | Weite (m) |
| ----- | ----------------- | ---- | --------- |
| 1     | Mariana Marcelino | BRA  | 66,68     |
| 2     | Mayra Gaviria     | COL  | 64,53     |
| 3     | Anna Pereira      | BRA  | 59,58     |
| 4     | Mveh Gracielle    | BRA  | 58,66     |
| 5     | Silenis Vargas    | VEN  | 58,33     |
| 6     | Carla Michel      | BRA  | 56,49     |